# NSU-Mordserie

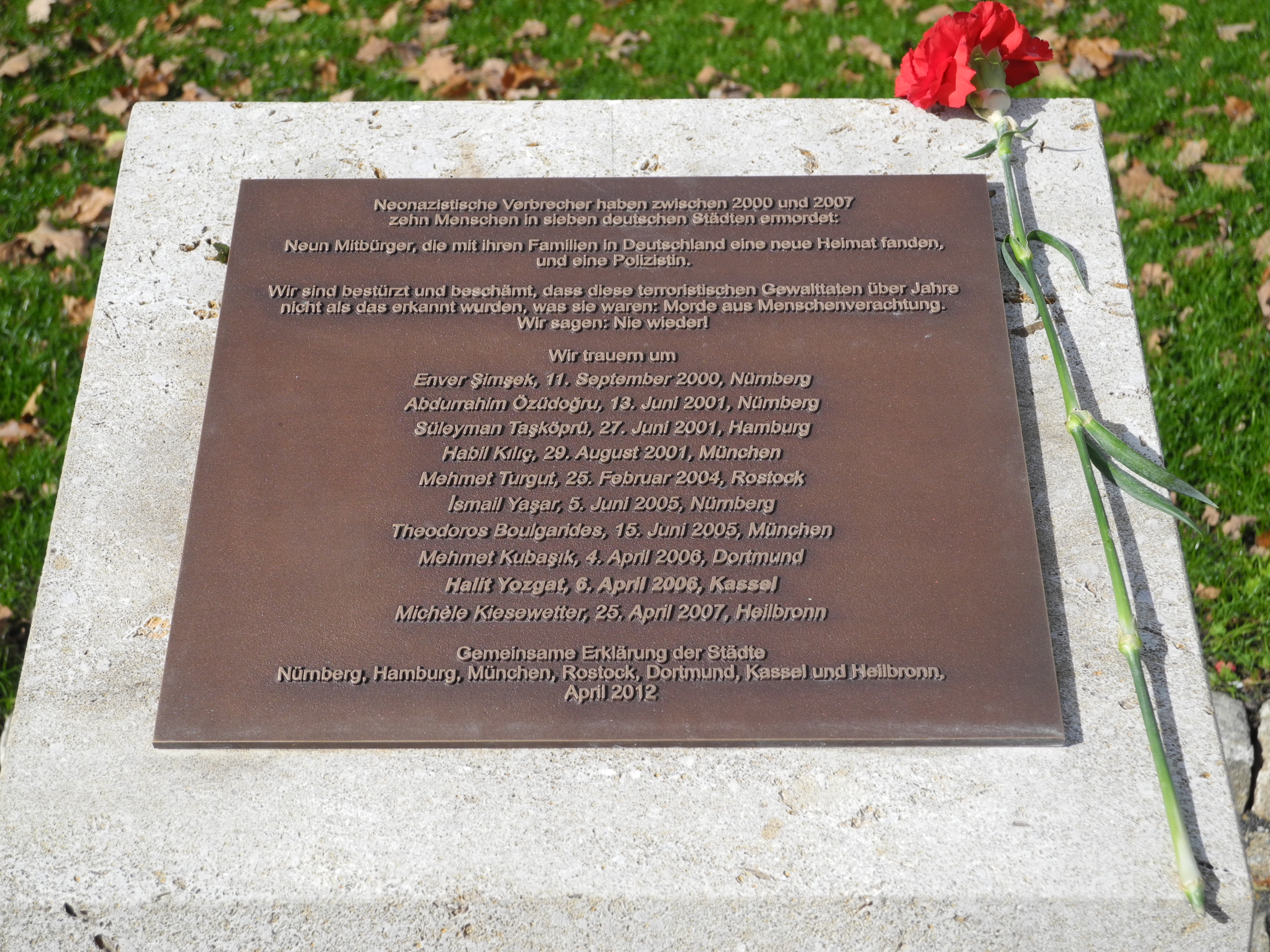
Gedenktafel für die zehn Mordopfer des NSU am Kasseler Halitplatz unweit des letzten Tatorts der NSU-Mordserie

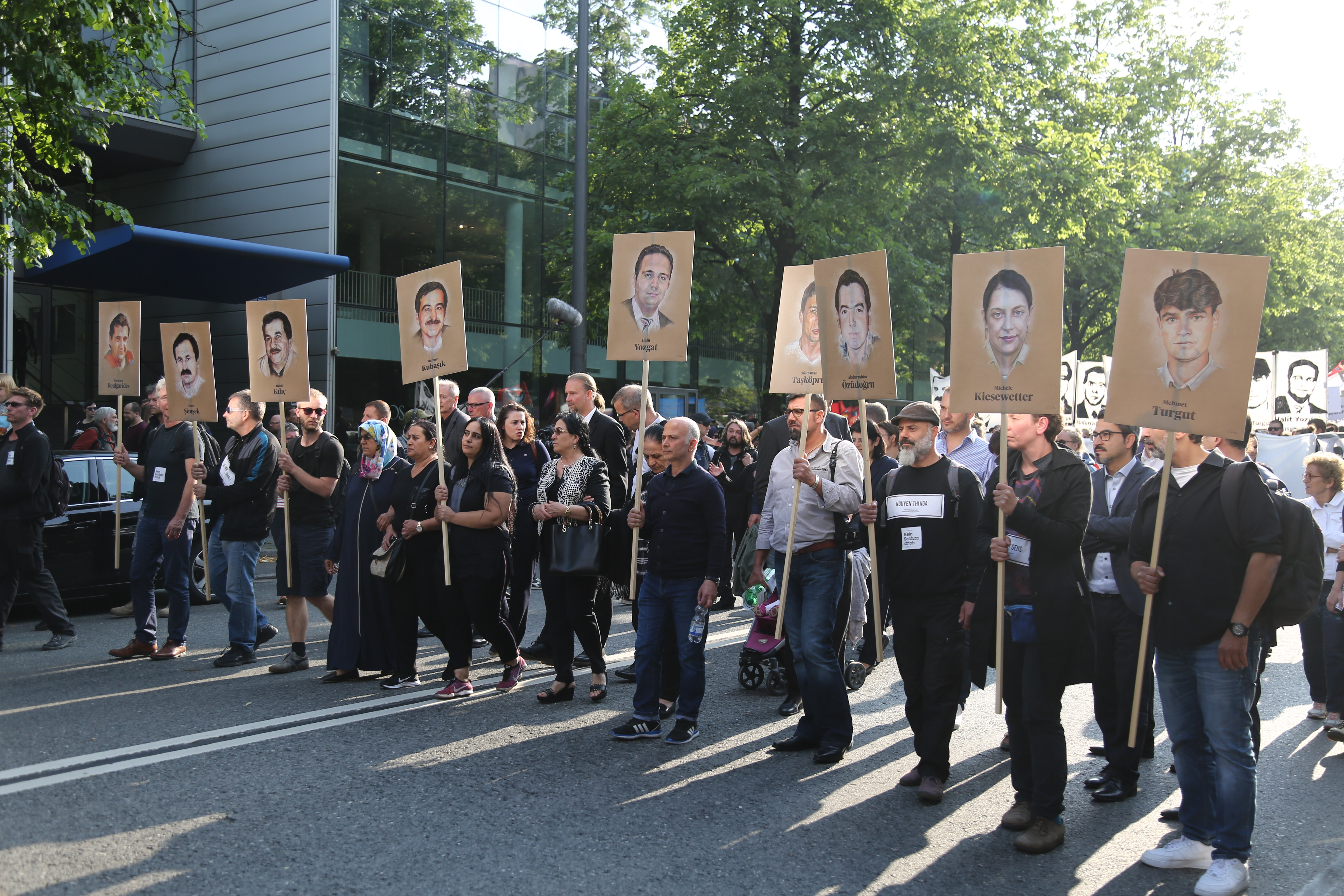
Porträts der Opfer am Tag der Urteilsverkündung im NSU-Prozess am 11. Juli 2018

Als NSU-Mordserie (auch Česká-Mordserie) werden neun rassistisch motivierte Morde an Unternehmern mit Migrationshintergrund bezeichnet, davon acht Türkeistämmige und ein Grieche, die die rechtsextreme Terrorgruppe Nationalsozialistischer Untergrund (NSU) zwischen 2000 und 2006 in deutschen Großstädten verübte. Die behördlichen Ermittlungen fokussierten auf die Opfer selbst und auf deren Angehörige, was zu deren Viktimisierung und Stigmatisierung führte, während in Richtung einer rechtsextremen Motivation kaum ermittelt wurde. Die Taten erhielten in den Leitmedien die irreführende Bezeichnung Dönermorde oder – nach dem Titel der befassten Mordkommission – Mordserie Bosporus, was ab 2011 als verharmlosend, klischeehaft und rassistisch kritisiert wurde. Die namensgebende Tatwaffe, eine Pistole des Typs Česká CZ 83, Kaliber 7,65 mm Browning, wurde im November 2011 in den Trümmern der letzten NSU-Wohnung in Zwickau sichergestellt.
Die Haupttäter, die Neonazis Uwe Mundlos und Uwe Böhnhardt, begingen am 4. November 2011 Suizid. Ihre Komplizin Beate Zschäpe verschickte Bekennervideos; seitdem wird die Mordserie dem NSU zugerechnet. Sie stellte sich am 8. November 2011 der Polizei und musste sich ab Mai 2013 als mutmaßliche Mittäterin im NSU-Prozess verantworten. Vier weitere mutmaßliche Gehilfen waren wegen Beihilfe zum Mord und Unterstützung einer terroristischen Vereinigung angeklagt. Alle fünf wurden im Juli 2018 zu Freiheitsstrafen verurteilt, Zschäpe zu einer lebenslangen. 
Der Polizistenmord von Heilbronn wird ebenfalls dem NSU zugerechnet. Er ereignete sich ein Jahr nach dem letzten Fall dieser Mordserie und wurde mit anderen Tatwaffen durchgeführt.

## Die Morde
Die neun NSU-Morde an Migranten fanden ohne erkennbaren Rhythmus innerhalb von knapp sechs Jahren statt. Die ersten vier Taten passierten innerhalb von elf Monaten zwischen September 2000 und August 2001, die nächste Tat zweieinhalb Jahre später im Februar 2004, die folgenden vier Taten innerhalb von zehn Monaten von Juni 2005 bis April 2006. Die höchste Intensität erreichte die Verbrechensserie im Sommer 2001.
Die Opfer waren ausschließlich Männer, die als Betreiber oder Mitarbeiter von Ladengeschäften oder Verkaufsständen bei ihrer Arbeit getötet wurden. Alle hatten einen Migrationshintergrund: Sechs waren türkische Staatsangehörige, zwei türkeistämmige Deutsche, einer Grieche. Fünf der acht aus der Türkei stammenden Opfer waren Kurden in Deutschland. Neben der tschechischen Pistole wurde in zwei Fällen zudem eine Pistole Bruni Modell 315 Auto mit dem Kaliber 6,35 mm benutzt.

### Enver Şimşek
Enver Şimşek, Inhaber eines Blumenhandels in Schlüchtern, wurde am 9. September 2000 am Rande einer Ausfallstraße im Osten Nürnbergs, wo er seinen mobilen Blumenstand in einer Parkbucht (Lage) aufgebaut hatte, mit acht Schüssen aus zwei Pistolen niedergeschossen. Er starb zwei Tage später im Krankenhaus. Şimşek war 38 Jahre alt. Er kam 1986 aus der Türkei nach Deutschland, arbeitete zunächst in einer Fabrik, eröffnete einen Blumenhandel und schließlich einen Großhandel mit angeschlossenen Läden und Ständen. Er galt als erfolgreicher Geschäftsmann. Normalerweise lieferte Şimşek nur die Blumen an, doch an diesem Samstag betreute er den Stand, da der üblicherweise anwesende Verkäufer Urlaub hatte. Bei den Tatwaffen handelte es sich neben der in allen Fällen benutzten Česká 83 um eine Bruni Modell 315.

### Abdurrahim Özüdoğru
Abdurrahim Özüdoğru wurde am 13. Juni 2001 in einer Änderungsschneiderei in der Nürnberger Südstadt (Lage) mit zwei Kopfschüssen getötet. Er war 49 Jahre alt, immigrierte 1972 aus der Türkei nach Deutschland und baute neben seiner Beschäftigung als Metallfacharbeiter zusammen mit seiner Frau eine Änderungsschneiderei auf, die er nach der Trennung übernahm. Die kriminaltechnische Untersuchung ergab, dass die bei dem Mord an Enver Şimşek benutzte Česká 83 auch hier verwendet wurde, die weiteren Ermittlungen blieben ebenfalls ergebnislos.

### Süleyman Taşköprü
Süleyman Taşköprü, Obst- und Gemüsehändler, wurde am 27. Juni 2001 in Hamburg-Bahrenfeld im Laden seines Vaters (Lage) mit drei Schüssen aus zwei verschiedenen Waffen getötet. Er war 31 Jahre alt, stammte aus Afyonkarahisar und hatte eine dreijährige Tochter. Die benutzten Pistolen konnten als die bereits im Mord an Enver Şimşek verwendeten identifiziert werden, neben der Česká auch die Bruni Modell 315. Die Hamburger Polizei ermittelte, dass Taşköprü Freunde im „Hamburger Rotlichtviertel“ gehabt habe. Vor diesem Hintergrund vermutete man ein Verbrechen im Rahmen der organisierten Kriminalität.

### Habil Kılıç
Habil Kılıç, Inhaber eines Obst- und Gemüsehandels, 38 Jahre alt, wurde am 29. August 2001 in München-Ramersdorf in seinem Geschäft (Lage) erschossen. Im Unterschied zu den drei vorherigen Taten fanden die Ermittler an diesem Tatort keine Patronenhülsen vor, wie auch an allen nachfolgenden Tatorten. Als wahrscheinlichstes Motiv und Erklärung der Zusammenhänge galt weiterhin organisierte Kriminalität im Drogenhandel.

### Mehmet Turgut
Mehmet Turgut wurde am 25. Februar 2004 an einem Döner-Kebab-Imbiss (Lage) im Rostocker Ortsteil Toitenwinkel mit drei Kopfschüssen getötet. Turgut war 25 Jahre alt und kam aus der Türkei. Er war zu Besuch bei einem Freund in Rostock, für den er es spontan übernommen hatte, den Imbiss am Vormittag zu öffnen. Bis zehn Tage vor der Tat hatte er in Hamburg gelebt. Bis zum Dezember 2011 wurde der Name des Opfers, auf Grund einer Verwechslung mit seinem Bruder, als Yunus Turgut veröffentlicht.

### İsmail Yaşar

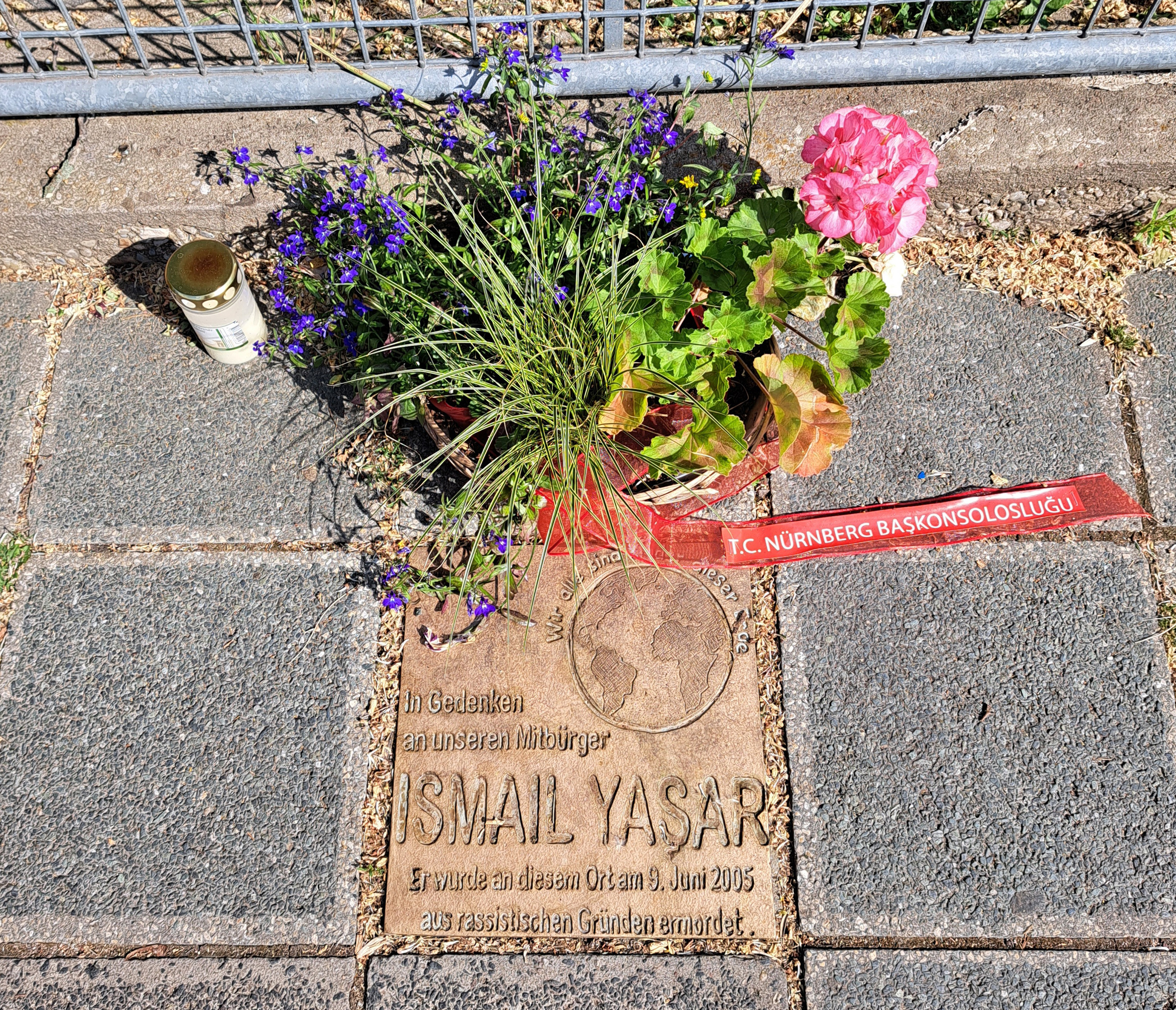
Gedenkstein im Gehweg vor der provisorischen Gedenkstätte

İsmail Yaşar, Inhaber eines Döner-Kebab-Imbisses, wurde am 9. Juni 2005 in seinem Verkaufscontainer in der Nürnberger Scharrerstraße (Lage) mit fünf Schüssen in Kopf und Oberkörper getötet. Er war 50 Jahre alt, stammte aus Suruç, hatte einen Sohn und war geschieden. Zeugen fielen zwei sich auffällig verhaltende Männer mit Fahrrädern in der Nähe des Tatorts auf; nach ihrer Beschreibung wurden Phantombilder angefertigt. Nach der Tat ging das Bundeskriminalamt verstärkt von der Möglichkeit aus, dass die Opfer „in Verbindung mit türkischen Drogenhändlern aus den Niederlanden“ standen. Polizeibeamte betrieben den Imbiss eine Weile weiter in der (vergeblichen) Hoffnung, auf diese Weise Erkenntnisse zu gewinnen. Einer Zeugin, die in unmittelbarer Tatortnähe um die Tatzeit zwei Männer mit Fahrrad gesehen hatte, war im Supermarkt kurz zuvor eine Frau aufgefallen, die sie an die Schauspielerin Sara Gilbert erinnerte und die sie nach Veröffentlichung der Fahndungsbilder 2011 für Beate Zschäpe hielt.

### Theodoros Boulgarides

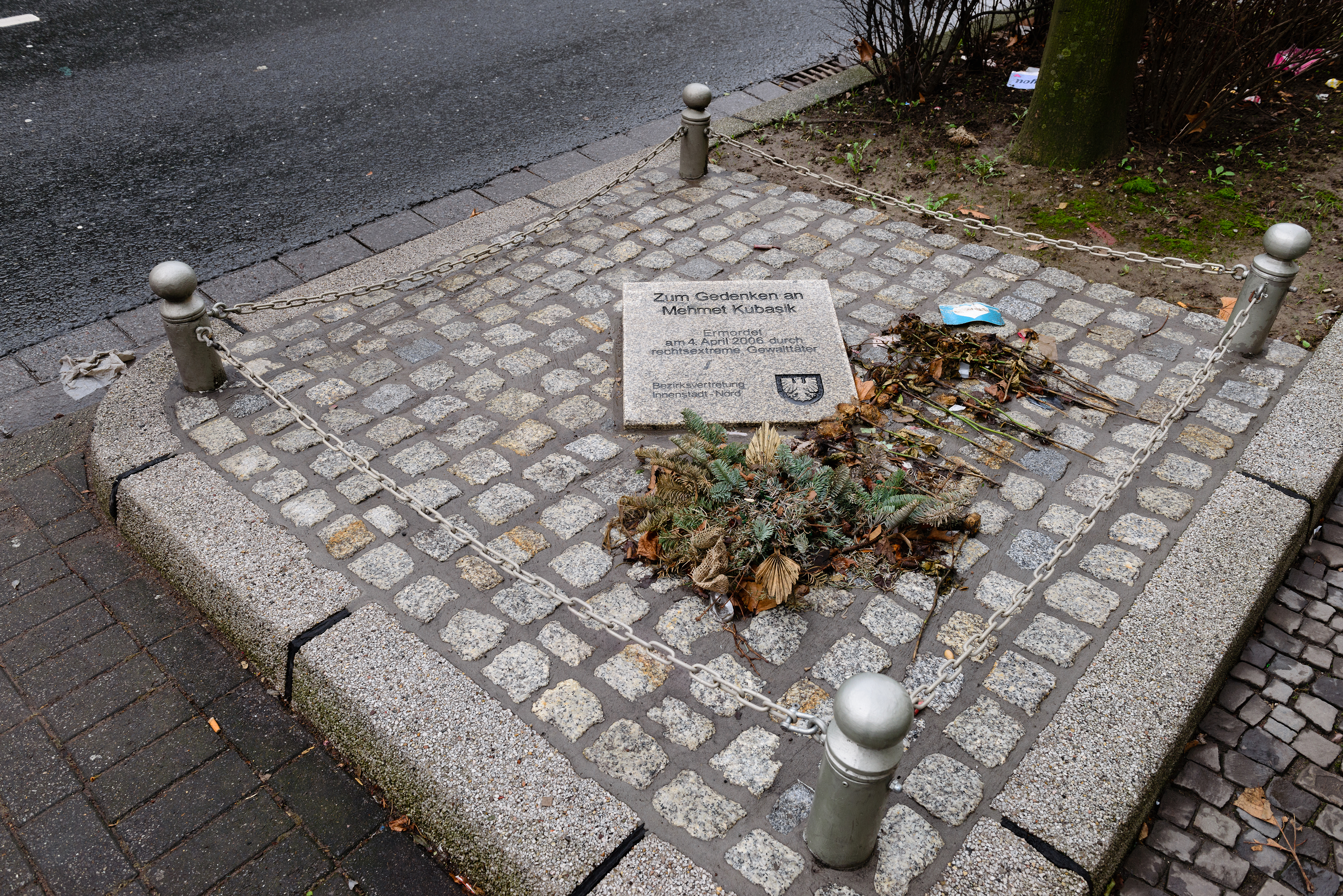
Gedenkstätte für Mehmet Kubaşık vor dessen früherem Kiosk in Dortmund

Theodoros Boulgarides, Mitinhaber eines Schlüsseldienstes, wurde am 15. Juni 2005 in seinem Geschäft in München-Westend (Lage) erschossen. Er war Grieche, 41 Jahre alt und hinterließ eine Frau und zwei Töchter. Das Geschäft hatte er erst am 1. Juni 2005 eröffnet, zuvor war er als Fahrkartenkontrolleur beschäftigt. Die örtliche Boulevardpresse schrieb nach dem Mord: „Türken-Mafia schlug wieder zu“.

### Mehmet Kubaşık
Mehmet Kubaşık, Besitzer eines Kiosks, wurde am 4. April 2006 in seinem Geschäft (Lage) in der Dortmunder Nordstadt getötet. Der Kiosk befand sich nahe einem damaligen Treffpunkt der Dortmunder Neonazi-Szene. Kubaşık war 39 Jahre alt, Deutscher türkischer Herkunft und dreifacher Familienvater. Nach dieser und der zwei Tage später folgenden Tat kam es zu einer öffentlichen Kundgebung: Am 11. Juni 2006 organisierten türkische Kulturvereine mit Angehörigen einen Schweigemarsch in Dortmund, gedachten der neun Opfer der Serie und riefen die Behörden auf, ein zehntes Opfer zu verhindern. Nach der Aufdeckung des NSU erklärte seine Tochter, dass die Familie immer einen rechtsextremen Hintergrund der Tat annahm.

### Halit Yozgat

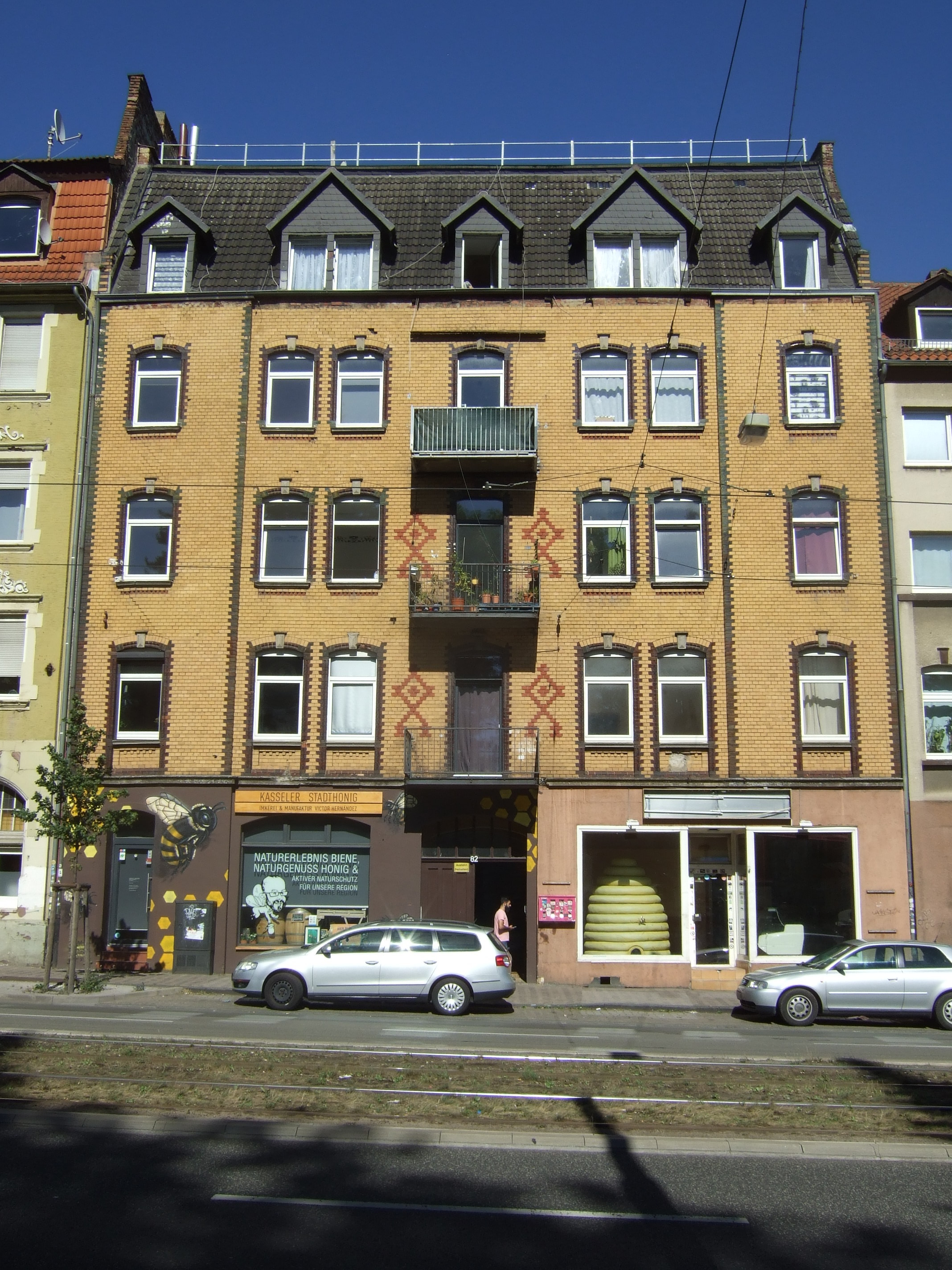
Tatort des Mordes an Halit Yozgat

Halit Yozgat, Betreiber eines Internetcafés (Lage), wurde am 6. April 2006 in Kassel durch zwei Kopfschüsse getötet. Er war 21 Jahre alt und Deutscher türkischer Abstammung. Das Café hatte er erst kurze Zeit zuvor mit von seinem Vater geliehenem Geld eröffnet. Zudem besuchte er eine Abendschule, um sein Abitur nachzumachen. Yozgat befand sich ungeplant in seinem Geschäft, er hätte bereits von seinem Vater, der sich verspätete, abgelöst worden sein sollen.

## Ermittlungen
Bereits 2006 galten die für die Ermittlungen eingesetzten Sonderkommissionen unter Koordination der sogenannten Besonderen Aufbauorganisation (BAO) Bosporus aus Nürnberg, mit 50 Beamten unter Leitung von Kriminaldirektor (LKD) Wolfgang Geier, als die größten, die es in Deutschland je gab. Zeitweise waren 160 Beamte aus mehreren Bundesländern an der Fahndung beteiligt, insgesamt gab es sieben Sonderkommissionen. 3500 Spuren, 11.000 Personen und Millionen Datensätze von Handys und Kreditkarten wurden untersucht. Angehörige der Opfer warfen den deutschen Behörden einseitige Ermittlungen vor, sie hätten in die falsche Richtung gesucht, da mögliche rassistische Motive nicht berücksichtigt wurden.

### Die Tatwaffen

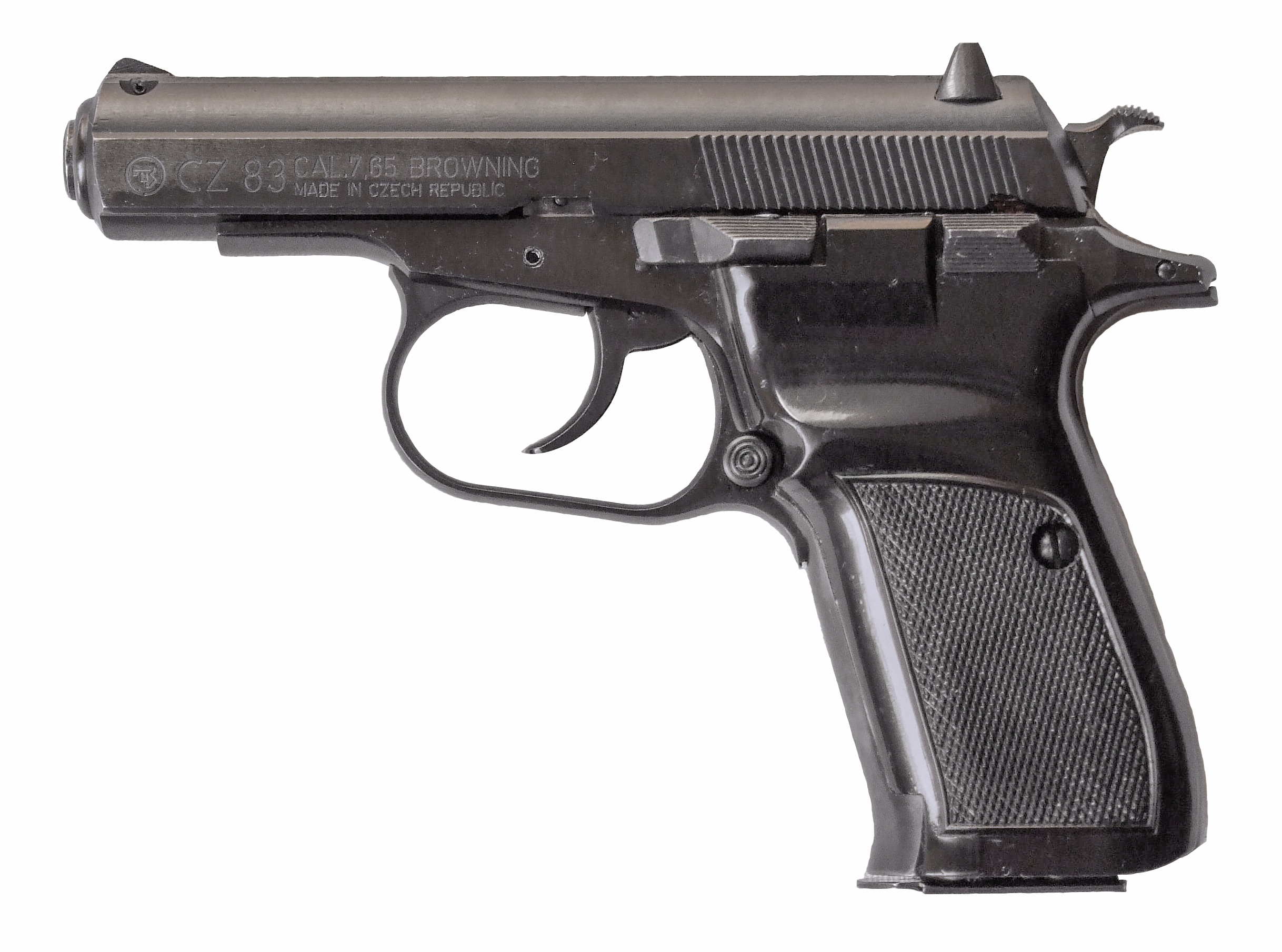
Eine Česká 83, Kaliber 7,65 mm Browning (Beispiel)

Bis zur Selbstenttarnung des NSU 2011 fanden die Ermittler nur eine einzige konkrete gemeinsame Spur der Mordserie: Die dafür benutzte seltene Munition des US-Herstellers PMC vom Kaliber 7,65 konnte nur von einer identischen Waffe, einer tschechischen Ceska 83, abgefeuert worden sein. Nach dem fünften Mord (April 2004) erkannten sie, dass die Tatwaffe dafür mit einem Schalldämpfer benutzt worden war. Nun erst begannen sie die Suche danach. Die Firma Schläfli & Zbinden in Bern (Schweiz) hatte legal die zweitmeisten Waffen dieses Typs und zugehörige Munition vom Hersteller importiert. Im Mai 2004 erbat das BKA erstmals Amtshilfe von der Schweiz, ob diese Firma PMC-Patronen und Schalldämpfer an türkische Staatsangehörige verkauft habe. Das Ergebnis war negativ. Das BKA versäumte damals jedoch, Käufer einer Ceska mit Schalldämpfer und PMC-Munition zu ermitteln, die das Firmenregister vollständig aufführte. Grund war die falsche Annahme, es habe sich um Auftragsmorde von Türken im Drogengeschäft gehandelt, die überwiegend illegale Waffen benutzten.
2006 fanden die Ermittler heraus, dass nur 55 hergestellte Exemplare der Ceska 83 für jenen Schalldämpfer geeignet waren und 27 davon ab 1990 an die Schweizer Firma Luxik in Derendingen geliefert worden waren. 2007 fand ein BKA-Vertreter im Verkaufsregister dieser Firma, dass der Berner Anton Germann 1996 bei Schläfli & Zbinden zwei solche Modelle gekauft hatte. Germann wurde einmal befragt, bestritt aber jede Geschäftsbeziehung zum Verkäufer. Im Dezember 2008 beantragte das BKA die Erlaubnis, ihn und einen weiteren registrierten Ceska-Käufer zu vernehmen und ihre Wohnsitze zu durchsuchen. Erst im Oktober 2009 wurde die Aktion genehmigt und durchgeführt, aber ohne Ergebnis. Germann behauptete weiterhin, er habe nie eine derartige Ceska erhalten. Die Spur wurde nicht weiterverfolgt. Die Ermittler schlossen aus, dass die Tatwaffe vom Ministerium für Staatssicherheit der DDR stammte, das 31 Ceskas jener begrenzten Sonderedition gekauft hatte. Bis 2010 blieben acht der in die Schweiz gelieferten fraglichen Ceska-Modelle trotz Fernsehaufrufen unauffindbar. Im März 2010 behauptete das BKA in der Sendung Aktenzeichen XY … ungelöst irrtümlich, weil der Schweizer Zwischenhändler der Ceska-Lieferung (Schläfli & Zbinden) seit Jahren nicht mehr existiere, könne man dort keine Unterlagen mehr finden. Schläfli verfügte jedoch darüber und war nur nicht danach gefragt worden.
Am 5. November 2011 wurde eine Ceska 83 mit Schalldämpfer im Schutt der ausgebrannten NSU-Wohnung in Zwickau gefunden. Die abgeschliffene Seriennummer „034678“ konnte sichtbar gemacht werden. Zudem fand man im Brandschutt eine Schreckschusspistole Bruni, die zu einer scharfen Waffe ohne Schalldämpfer umgebaut und neben der Ceska bei zwei der Morde benutzt worden war. Am 11. November gab die Bundesanwaltschaft bekannt, dass es sich um die beiden Tatwaffen der Mordserie handelte.
Im NSU-Prozess rekonstruierte die Anklage den Weg der Ceska zum NSU, vor allem aus Aussagen von Mitangeklagten. Demnach hatte der tschechische Hersteller sie 1993 an die Schweizer Waffenimportfirma Luxik geliefert. Die Firma Schläfli & Zbinden in Bern hatte sie am 9. April 1996 gekauft, weil ein Kunde eine solche Waffe mit serienmäßigem Schalldämpfer bestellt hatte. Hans-Ulrich Müller bezahlte sie am 11. April, indem er einen Waffenerwerbsschein vorlegte, den er dem Schweizer Anton Germann abgekauft hatte. Die Firma sandte Germann die Waffe und trug ihn als Käufer einer Ceska mit der Seriennummer „34678“ ein. Die Null fehlte, weil sie nicht zur Identifizierung notwendig war. Der Schalldämpfer wurde als Zubehör nicht eigens vermerkt. Germann übergab die Waffe nach Erhalt wie vereinbart an Müller. Dieser übergab sie entweder direkt an den Jenaer Jürgen Länger oder an dessen Freund Enrico Theile, der sie dann Länger übergab. Beide gehörten zur rechten Thüringer Szene. Länger verkaufte die Waffe im Frühjahr 2000 an Andreas Schultz, der in Jena den Szeneladen „Madley“ betrieb. Zuvor hatten Mundlos und Böhnhardt ihren Helfer Carsten Schultze mit dem Kauf einer schallgedämpften Pistole beauftragt. Er wandte sich dazu an seinen Vertrauten Ralf Wohlleben. Dieser empfahl ihm Schultz, der die Waffe besorgte und 2500 DM dafür verlangte. Wohlleben lieh Schultze diese Summe und begutachtete dann die Waffe. Spätestens am 17. Mai 2000 holte Schultze die bezahlte Waffe mit Munition ab und übergab sie einige Tage später in Chemnitz an Mundlos, Böhnhardt und Zschäpe. Vorher offenbarten ihm die beiden Männer, sie seien ständig bewaffnet und hätten schon einen (erfolglosen) Mordanschlag mit Sprengstoff begangen. Für seine Dienste erhielt Schultz zunächst 500 DM. Laut Anklage wussten Wohlleben und Schultze also, dass das untergetauchte Trio die Ceska für rassistische Morde verwenden wollte. Sie hätten ihnen die Waffe verschafft, weil sie sich ihnen „auf Grund eigener nationalsozialistischer Überzeugung im wahrsten Sinne des Wortes unbedingt verpflichtet fühlten“.

### September 2000 bis Juni 2005
Neben der bei jeder Tat verwendeten Waffe fiel als Besonderheit auf, dass alle Taten tagsüber in kleinen Läden oder an mobilen Verkaufsständen erfolgten und die Opfer einen vornehmlich türkischen Migrationshintergrund hatten. An keinem Tatort fand man verwertbare Spuren. Die Geschäfte waren nicht durchsucht, die Kassen nicht geplündert worden. Aufgrund der nicht vorhandenen Spuren schätzten die Ermittler ein, dass die Täter in der Regel die Läden betraten, schossen und wieder verschwanden. Die Taten könnten in weniger als einer Minute ausgeführt worden sein. Im Laufe der Ermittlungen konnten, neben den fehlenden konkreten Spuren, weder Verbindungen der Opfer untereinander noch ein Motiv erkannt werden. Lange vermutete die Polizei Verbrechen im Rahmen der organisierten Kriminalität im Rauschgiftbereich mit Kontakten in die Türkei. Die Boulevardpresse sprach in diesem Zusammenhang von einer Türken-Mafia oder Halbmond-Mafia, die Nürnberger Sonderkommission, die nach der Tötung von Habil Kılıç 2001 einberufen wurde, nannte sich ebenso SoKo Halbmond (als Anspielung auf die Flagge der Türkei), auch der Name der im Sommer 2005 eingerichteten SoKo Bosporus kann in diesem Sinne verstanden werden. Die Ermittler flogen in diesem Fall sogar in die Türkei, um Angehörige von Kılıç zu befragen.

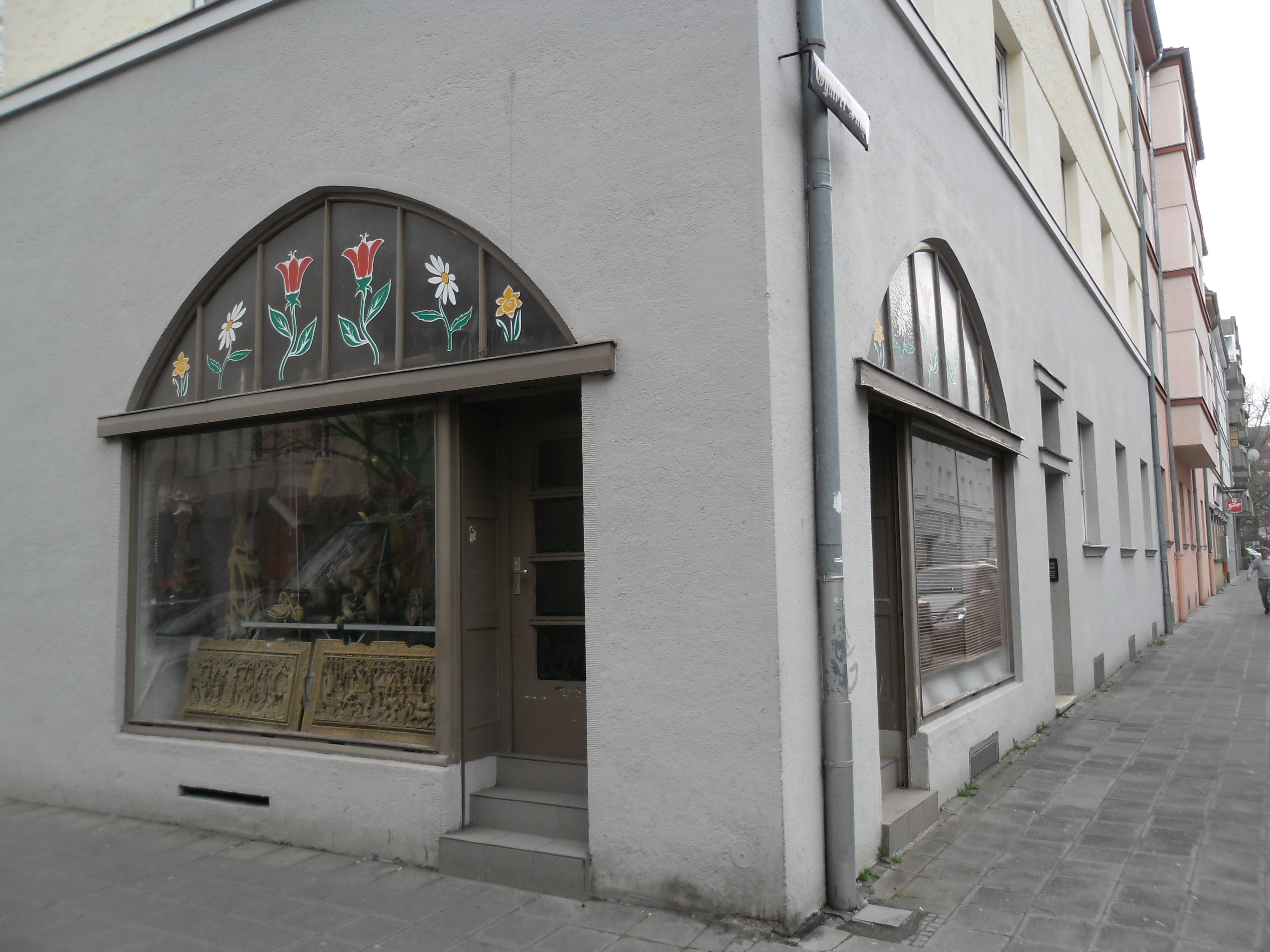
In diesem Ladengeschäft an der Ecke Gyulaer Straße/Siemensstraße wurde Abdurrahim Özüdoğru am 13. Juni 2001 erschossen. In der ehemaligen Änderungsschneiderei befindet sich ein Geschäft für asiatisches Kunsthandwerk (Foto 2012).

Bereits nach der ersten Tat, der Tötung des Blumenhändlers Enver Şimşek in Nürnberg im September 2000, wurde die Vermutung ausgesprochen, als regelmäßiger Einkäufer auf dem niederländischen Blumenmarkt könne das Opfer in Rauschgiftgeschäfte verstrickt gewesen sein. Diese Ermittlungsansätze blieben ergebnislos. Die Art und Weise der Tat wies auf Amateure hin, da das Opfer mit acht Schüssen verletzt wurde. Der Tatort befand sich in einer Parkbucht an einer viel befahrenen Ausfallstraße in einer unbewohnten Waldgegend. Die festgestellte Tatwaffe war die einzige Verbindung zur zweiten Tat: Abdurrahim Özüdoğru wurde am 13. Juni 2001 mit zwei gezielten Schüssen in den Kopf getötet und war sofort tot. Der Tatort lag in der Nürnberger Südstadt, in städtischer Umgebung. Während Şimşek als erfolgreicher Geschäftsmann galt, beschrieb man Özüdoğru, der sich mit der Schneiderei Geld zu seiner Fabrikarbeit hinzu verdienen musste, als „armen Schlucker“. Es wurden keine Hinweise darauf gefunden, dass sich beide Opfer kannten oder in einer Beziehung zueinander standen.
Nach der Tötung von Süleyman Taşköprü am 27. Juni 2001 im Hamburger Stadtteil Bahrenfeld, bei dem der Tatort, in einem mäßig frequentierten Laden in einer Seitenstraße, Ähnlichkeiten mit den Gegebenheiten bei der Tötung an Özüdoğru aufweist, meinte die Polizei einen Ermittlungsansatz zu haben. Sie vermutete, der Gemüsehändler hätte Kontakte zum kriminellen Kiezmilieu von St. Pauli gehabt. Für die Annahme fanden sich aber keine Anhaltspunkte. Dennoch wurde die These entwickelt, dass es sich bei den drei Taten um interne Strafaktionen im Bereich organisierter Kriminalität handeln müsse und darüber eine Verbindung zwischen den Opfern bestehe. Die Vermutung wurde mit der Tötung von Habil Kılıç am 29. August 2001 in München verfestigt. Die Polizei erklärte der Presse, das wahrscheinliche Motiv liege in der organisierten Kriminalität, vermutlich im Drogengeschäft. Die Rigidität der Taten wurde mit einem Ehrenkodex der vermuteten Organisation erklärt, gegen den die Opfer verstoßen hätten.
Die Spurensicherung ab dem vierten Tatort ergab im Unterschied zu den vorherigen, dass keine Geschosshülse gefunden wurde, auch in späteren Fällen nicht. Man vermutete, dass die Täter nun Plastiktüten um die Waffen hüllten, um die Hülsen aufzufangen und um eine unauffällige Nutzung der Pistole zu ermöglichen. Auch in der gezielten Ausführung sah man eine zunehmende Professionalisierung der Täter. Nach den ersten vier Taten, die innerhalb eines Jahres stattfanden, erfolgte die nächste bekannte Tat, an Mehmet Turgut am 25. Februar 2004 in Rostock, etwa zweieinhalb Jahre später. Da Turgut bis etwa zehn Tage vor seiner Erschießung in Hamburg lebte, suchte die Polizei nach Verbindungen zu Süleyman Taşköprü, der dort drei Jahre zuvor erschossen wurde. Auch diese Suche blieb ergebnislos.
Eine Spur ergab sich mit der Tat an İsmail Yaşar am 5. Juni 2005 in Nürnberg. Zeugen fielen zwei Radfahrer auf, die in der Nähe des Tatorts eine Karte studierten. Ebenfalls nicht weit entfernt vom Tatort luden sie die Fahrräder in einen dunklen Lieferwagen mit abgetönten Scheiben. Von beiden Männern wurden Beschreibungen und Phantombilder angefertigt. Einer Zeugin fiel eine Ähnlichkeit mit Videoaufnahmen des mutmaßlichen Täters des Kölner Nagelbombenanschlags vom Jahr zuvor auf, diese Übereinstimmung wurde jedoch in den Ermittlungen nicht hinreichend verfolgt (siehe Pannen und systematische Fehler bei den Ermittlungen). Die Ähnlichkeiten bei der Begehungsweise – bei insgesamt vier von neun Ceska-Morden hatten Zeugen auf Radfahrer hingewiesen – fielen bei den Ermittlungen auf, allerdings wurde diesen Hinweisen nicht viel Gewicht beigemessen. Nicht erkannt wurde, dass sich die Nürnberger Tatorte um das ehemalige Reichsparteitagsgelände der Nationalsozialisten gruppierten.

### Juni 2005 bis Februar 2008: BAO Bosporus
Nach der Erschießung von İsmail Yaşar setzte man Mitte 2005 in Nürnberg die SoKo Bosporus ein, die mit den Sonderkommissionen in München, Hamburg und Rostock, ab 2006 auch in Dortmund und Kassel, zusammenarbeitete. Man suchte vor allem Verbindungen zwischen den Opfern, konzentrierte die Ermittlungen vorrangig in Richtung Waffen- oder Drogenhandel, Spiel- oder Wettschulden und ging verstärkt von der Möglichkeit aus, „dass die Opfer in Verbindung mit türkischen Drogenhändlern aus den Niederlanden standen.“ Nach dem Mord an Theodoros Boulgarides am 15. Juni 2005 in München titelte eine örtliche Boulevardzeitung: „Eiskalt hingerichtet – das siebte Opfer. Türken-Mafia schlug wieder zu“. In München und Nürnberg wurden 900 türkische Kleinunternehmer zu den Taten befragt.
Nach den Morden an Mehmet Kubaşık und Halit Yozgat (April 2006) organisierten Angehörige im Mai und Juni 2006 je eine Demonstration zu den Tatorten in Dortmund und Kassel. Sie mahnten „Stoppt die Mörder“, „Neun Tote und kein Täter“, „Wir wollen kein 10. Opfer“, „Polizeiskandal“ und fragten: „Wo ist die Polizei?“ Sie protestierten dagegen, dass die Ermittler jahrelang, aus ihrer Sicht einseitig, nach Motiven im Umfeld der Opfer gesucht und weitere Morde nicht verhindert hatten. Der deutsche Staat solle sie endlich schützen und nicht ihrerseits wie Kriminelle behandeln. Sie hielten einen rechtsextremen Hintergrund der Morde für wahrscheinlich, fehlende Täterspuren dagegen für unwahrscheinlich, und riefen mutmaßliche Zeugen auf, sich zu melden. Die Dortmunder Staatsanwaltschaft wies den Vorwurf zurück: Man ermittle in alle Richtungen, habe aber bisher keine heißen Spuren und keine gemeinsamen Tatmuster gefunden.
Beim letzten Mord hatten sich in den zwei Räumen des Internetcafés zur Tatzeit fünf Personen aufgehalten, von denen sich vier als Zeugen zur Verfügung stellten. Nach der fünften Person wurde zwei Wochen lang gefahndet, bis die Ermittler erkannten, dass es sich um den Beamten Andreas Temme des hessischen Verfassungsschutzes handelte. Temme wurde festgenommen. Da die Staatsanwaltschaft nur von einer „geringen Verdachtsstufe“ ausging, wurde er nach 24 Stunden freigelassen.

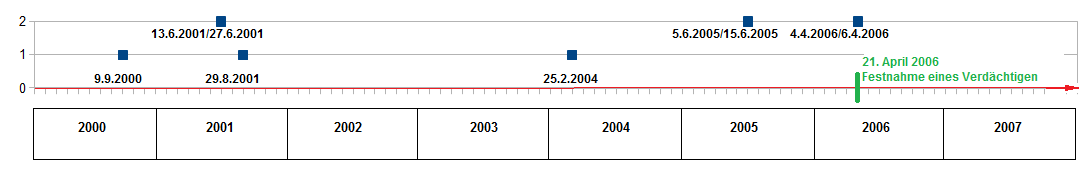
Zeitstrahl der Jahre mit Taten der Serie; die Serie endet im April 2006

Im Mai 2006 wurde im Rahmen der Innenministerkonferenz von Bund und Ländern erwogen, den Fall der Serientaten dem Bundeskriminalamt zu übertragen. Günther Beckstein (CSU) setzte sich als bayerischer Innenminister mit der Ansicht durch, dass der Fall trotz der über fünf Bundesländer verstreuten Taten bei der SoKo Bosporus in Nürnberg verbleibe. Zugleich setzte Beckstein sich ein für eine Aufstockung der Belohnung von 30.000 auf 300.000 Euro für Hinweise, die zur Ergreifung der Täter führen. Der damalige stellvertretende Sprecher des bayerischen Innenministeriums Rainer Riedl erklärte, die hohe Summe solle Mitwisser verlocken, ihr Schweigen zu brechen. Es liege nahe, dass die Drahtzieher des Verbrechens im Bereich der organisierten Kriminalität zu suchen seien. In diesem Milieu verspräche eine Belohnung Erfolg. Daraufhin betrieb die bayerische Polizei in Nürnberg ein halbes Jahr selbst einen Döner-Imbiss und setzte eine als Journalistin getarnte Polizistin unter Migranten ein, sagte der frühere Nürnberger Oberstaatsanwalt Walter Kimmel 2012 vor dem Untersuchungsausschuss aus. Die Beamten blieben Lieferanten Zahlungen schuldig, da man ein Inkasso-Team als Täter vermutete.
Nachdem jahrelange Ermittlungen keine Verbindung der Opfer entweder untereinander oder zur organisierten Kriminalität ergaben, wurde im Sommer 2006 der Fallanalytiker Alexander Horn aus der Abteilung Operative Fallanalyse der Münchener Kriminalpolizei zu den Ermittlungen hinzugezogen. Daraufhin ging man verstärkt von einem rassistisch motivierten Einzeltäter aus, einem 25- bis 45-jährigen Deutschen, einem Serienmörder, der keines der Opfer kannte und sie zufällig auswählte. Im Januar 2012 wurde bekannt, dass der stellvertretende Leiter der SoKo Bosporus, Klaus Mähler, den bayerischen Verfassungsschutz im Mai 2006 beauftragte, alle weiteren Landesbehörden für Verfassungsschutz um Mithilfe bzw. Hinweise auf eine durch Ausländerhass motivierte Serie zu bitten. Es sei unglaublich, „dass damals aus Thüringen keine Hinweise auf das Neonazi-Trio kamen“, so Mähler. Fallanalytiker des baden-württembergischen Landeskriminalamts nahmen 2007 an, die Opfer seien mit einer südosteuropäischen Bande mit „rigidem Ehrkodex“ in Konflikt, deren „Häuptling“ die Taten in Auftrag gab.
Im Juli 2007 rief das türkische Innenministerium insbesondere Türken in Deutschland zur Unterstützung der deutschen Polizei bei der Aufklärung auf, um weitere Tötungsdelikte an türkischen Staatsbürgern zu verhindern.
Die SoKo Bosporus wurde zum 1. Februar 2008 aufgelöst. Neun Beamte der Mordkommission 3 in Nürnberg führten, unter Leitung von Georg Schalkhaußer, die Ermittlungen neben ihrer normalen Tätigkeit weiter.
Zu den einzelnen Mordfällen gab es weitere Ermittlungen. 2008 ließen sich Beamte der Hamburger Polizei, die der im März 2006 gegründeten Soko 061 angehörten, von einem iranischen Geisterbeschwörer beraten. Dieser hatte angegeben, Kontakt mit dem sieben Jahre zuvor getöteten Gemüsehändler Süleyman Taşköprü aufgenommen zu haben. Der Mann gab an, zu wissen, dass das Opfer mit einer Rockergruppe in Verbindung stand, Drogen eine Rolle spielten und es sich bei dem Täter eventuell um einen Türken handeln könnte. Die Beamten bezahlten den Mann nicht, vermerkten seine Angaben aber in einer Akte.

### November 2011 bis zur Prozesseröffnung im Mai 2013
Im November 2011 wurde der rechtsterroristische Nationalsozialistische Untergrund aufgedeckt. In den Trümmern einer ausgebrannten Wohnung in Zwickau, in der die Hauptverdächtigen gewohnt hatten, fand man außer der lange gesuchten Tatwaffe, der Česká 83, auch eine mehrfach vervielfältigte DVD, die als eine Art Bekennervideo in zynischer Weise die Serie von Tötungsdelikten belegt. Am 11. November 2011 übernahm die Bundesanwaltschaft unter Leitung von Harald Range die Ermittlungen. Auf deren Antrag erließ der Bundesgerichtshof am 13. November 2011 Haftbefehl gegen die damals 36-jährige Beate Zschäpe wegen des Verdachts der Mitgliedschaft in einer terroristischen Vereinigung. Die beiden weiteren mutmaßlichen Haupttäter Uwe Mundlos und Uwe Böhnhardt waren nach einem Bankraub am 4. November 2011 in Eisenach tot aufgefunden worden. Nun wurde die Beteiligung weiterer Rechtsextremisten an der Mordserie überprüft. Es kam zu einigen Verhaftungen und Haftbefehlen, die teilweise im Mai und Juni 2012 wieder aufgehoben wurden.
Am 8. November 2012 erhob die Bundesanwaltschaft Anklage gegen Beate Zschäpe als mutmaßliches Mitglied der terroristischen Vereinigung NSU sowie gegen Ralf Wohlleben und Carsten Schultze wegen Beihilfe in neun Mordfällen an ausländischen Mitbürgern, André Eminger wegen Beihilfe zum Sprengstoffanschlag in Köln, wegen Beihilfe zum Raub und Unterstützung der terroristischen Vereinigung in jeweils zwei Fällen und Holger Gerlach wegen Unterstützung der terroristischen Vereinigung in drei Fällen. Der NSU-Prozess fand vor dem 6. Strafsenat des Oberlandesgerichts München statt und dauerte vom 6. Mai 2013 bis zum 11. Juli 2018. Zschäpe und Wohlleben wurden nach ihrer Festnahme am 11. bzw. 29. November 2011 in Untersuchungshaft genommen, die übrigen Angeschuldigten blieben auf freiem Fuß, wobei Holger Gerlach sich vom 13. November 2011 bis 25. Mai 2012, André Eminger vom 23. November 2011 bis 14. Juni 2012 und Carsten S. vom 1. Februar bis zum 29. Mai 2012 in Untersuchungshaft befanden. Eminger wurde im September 2017 ebenfalls in Untersuchungshaft genommen, nachdem die Bundesanwaltschaft in ihrem Schlussvortrag das hohe Strafmaß von 12 Jahren gefordert hatte.

## Bezeichnungen und Berichterstattung
Die Nürnberger Zeitung betitelte die Mordserie am 31. August 2005 erstmals als „Döner-Morde“. Die Deutsche Presse-Agentur (dpa) verbreitete diese Bezeichnung am 8. April 2006, die zuerst durch die Frankfurter Allgemeine und die Neue Zürcher Zeitung, einige Tage später durch die Boulevardmedien Abendzeitung und Bild aufgegriffen wurde, woraufhin sich die Bezeichnung in der deutschsprachigen Medienlandschaft – bis hin zur taz – etablierte.
Bis zum November 2011 vermuteten deutsche Medienberichte fast durchweg türkische Kriminelle als Täter. Die Bild-Zeitung kolportierte am 15. April 2006, es gebe „vier heiße Spuren: […] Drogenmafia, organisierte Kriminalität, Schutzgelderpressung, Geldwäsche“. Am 30. Mai 2006 schrieb das Hamburger Abendblatt: „Die schwer durchdringbare Parallelwelt der Türken schützt die Killer“. Am 1. August 2007 sendete das Zweite Deutsche Fernsehen (ZDF) die Dokumentation Jagd nach dem Phantom von Sybille Bassler über die Mordserie. Wiederholt griff die Sendung Aktenzeichen XY … ungelöst die Seriendelikte auf. So mutmaßte Moderator Rudi Cerne am 3. August 2006, die Ermordeten seien selbst in kriminelle Geschäfte verwickelt und daher Auftragskillern der organisierten Kriminalität zum Opfer gefallen. Beim Fußball-Wettskandal 2009 brachten Presseberichte die Morde damit in Zusammenhang und spekulierten, die Opfer könnten Spielschulden bei der Wettmafia gehabt haben. Die zuständige Mordkommission widersprach: Bei keinem Opfer liege eine „potentiell motivgebende Verbindung zur Glücksspielsszene“ vor. Nicht alle Opfer hätten finanzielle Probleme gehabt.
Der Bayerische Rundfunk sendete im April 2010 ein Radio-Feature unter dem Titel Auf der Suche nach dem „Dönerkiller“ (Autoren: Oliver Bendixen und Matthias Fink). Darin zeigte man detaillierte Interviewausschnitte von Angehörigen der Opfer und beteiligten Polizeibeamten, vom Ermittlungsverlauf und dass die verfolgten Thesen und Untersuchungen im Umfeld der Opfer zu keinem Ergebnis geführt hatten, auch nicht nachdem eine Belohnung ausgesetzt worden war. Das Nachrichtenmagazin Der Spiegel berichtete im Februar 2011 aufgrund der Aussagen eines Informanten, hinter den Taten stehe eine Allianz türkischer Nationalisten, Geheimdienstler, Militärs, Politiker und Juristen, verstrickt mit der Untergrundorganisation Ergenekon und den rechtsnationalistischen Grauen Wölfen. Es gehe um den Aufbau eines „tiefen Staates“, für den auch von den in Deutschland lebenden Türken Tribut gezahlt werden müsse. Die Praxis sei, jene zu erschießen, die ihr Geschäft nicht für Geldwäsche oder ähnliches zur Verfügung stellen. „Der Schuss ins Gesicht sei das Zeichen der türkischen Nationalisten für den Verlust der Ehre, die immerselbe Waffe eine Warnung an andere gewesen.“ Ermittler erklärten, sie hätten keinen Anhaltspunkt für Verbindungen zu den Opfern türkischer Nationalisten gefunden.
Im August 2011 schrieb der Spiegel, Ermittler hätten Kontakt zu einem Informanten mit Insiderwissen gehabt. Er sei als V-Mann des Verfassungsschutzes an einer der Taten beteiligt gewesen und kenne das Versteck der Tatwaffe in der Schweiz. Zudem erläuterte er Verstrickungen des Verfassungsschutzes. Der Kontakt sei am 5. Juli 2011 abgebrochen. Die Nürnberger Staatsanwaltschaft bestätigte den Vorgang gegenüber dem Spiegel. Das Bundesamt für Verfassungsschutz erklärte, die Geschichte des Informanten sei frei erfunden.
Seit der Entdeckung der Täter im November 2011 wurden falsche Bezeichnungen wie „Dönermorde“, „Wettmafia“, „Halbmond-Mafia“, „Mordserie Bosporus“ öffentlich kritisiert. Anetta Kahane (Vorsitzende der Amadeu Antonio Stiftung) stellte heraus, dass solche „stereotype rassistische Klassifikationen“ verletzend für die Opfer und ihre Angehörigen seien. Kenan Kolat (Vorsitzender der Türkischen Gemeinde in Deutschland) betonte, sie hätten wenig mit der Realität zu tun (nur zwei der Opfer arbeiteten in einem Dönergeschäft) und spiegelten eine stereotype Meinung der Mehrheitsgesellschaft, besonders über türkeistämmige Migranten. Stefan Kuzmany (Der Spiegel) nannte die Bezeichnung „Döner-Morde“, die das Nachrichtenmagazin selbst lange verwendet hatte, eine entmenschlichende „Ausgrenzung durch Sprache“ und einen „traurigen Beweis für den latenten Rassismus der deutschen Gesellschaft.“ Auch die Bezeichnung „Mordserie Bosporus“ habe das Klischee der Ausländerkriminalität bedient und zugleich die lange verfolgte Tätertheorie des aus dem Süden kommenden organisierten Kriminellen verfestigt. Für das Deutsche Institut für Menschenrechte spiegelten solche Ausdrücke „mindestens Vorurteile, womöglich rassistische Einstellungen“ und erschwerten das Erkennen rassistischer Motive. Für Hatice Akyün (Der Tagesspiegel) ließ die Bezeichnung „Döner-Morde“ die Taten „wie eine interne Angelegenheit unter Türken“ wirken und ermöglichte es, sich davon zu distanzieren, ohne die Deutungshoheit darüber zu verlieren. Der Rechtsextremismusforscher Matthias Quent schrieb, es sei „entlarvend, dass das Wort erst nach Bekanntwerden der Beteiligung von Rechtsradikalen zum Problem“ geworden sei. „Den eigenen Rassismus“ habe „die Gesellschaft vorher nicht erkannt“.
Der Generalbundesanwalt bezeichnete die Mordserie des NSU ab 29. November 2011 als Ceska-Morde. 2018 verwendete die Bundesanwaltschaft die Bezeichnung „NSU-Komplex“.
Am 17. Januar 2012 wählte eine Jury der Gesellschaft für deutsche Sprache „Döner-Morde“ zum deutschen Unwort des Jahres 2011:

„Der Ausdruck steht prototypisch dafür, dass die politische Dimension der Mordserie jahrelang verkannt oder willentlich ignoriert wurde: Die Unterstellung, die Motive der Morde seien im kriminellen Milieu von Schutzgeld- und/oder Drogengeschäft zu suchen, wurde mit dieser Bezeichnung gestützt. Damit hat Döner-Mord(e) über Jahre hinweg die Wahrnehmung vieler Menschen und gesellschaftlicher Institutionen in verhängnisvoller Weise beeinflusst. Im Jahre 2011 ist der rassistische Tenor des Ausdrucks in vollem Umfang deutlich geworden: Mit der sachlich unangemessenen, folkloristisch-stereotypen Etikettierung einer rechts-terroristischen Mordserie werden ganze Bevölkerungsgruppen ausgegrenzt und die Opfer selbst in höchstem Maße diskriminiert, indem sie aufgrund ihrer Herkunft auf ein Imbissgericht reduziert werden.“

## Weitergehende Aufklärung

### Verdacht gegen Verfassungsschützer
Im Zusammenhang mit den Ermittlungen gegen das Neonazi-Trio und dessen Umfeld wird auch die Rolle weiterer Behörden von Bund und Ländern kritisiert, insbesondere stehen das Thüringer Landesamt für Verfassungsschutz und das Bundesamt für Verfassungsschutz in der öffentlichen Kritik. An verschiedenen Stellen traten die Mitglieder und Unterstützer des NSU in Kontakt mit Mitarbeitern oder Informationszuträgern (V-Personen) verschiedener Behörden.
Am 26. Januar 2012 setzte der Bundestag einen Untersuchungsausschuss ein, der die rechtsextremen Verbrechen des NSU sowie das Versagen deutscher Sicherheitsbehörden und der beteiligten Behörden für Verfassungsschutz bei der Aufklärung und Verhinderung der Verbrechen untersuchen sollte. Es folgten weitere NSU-Untersuchungsausschüsse in verschiedenen Landesparlamenten.
Bei der Vernehmung des früheren Verfassungsschutz-Vizepräsidenten Klaus-Dieter Fritsche im NSU-Ausschuss des Bundestags kam es am 18. Oktober 2012 zu einem Eklat. Fritsche, der zum Zeitpunkt der NSU-Mordserie das Amt des Vizepräsidenten ausübte und nun Staatssekretär im Bundesinnenministerium ist, wies mit scharfen Worten die Kritik an der Arbeit der Sicherheitsbehörden im Zusammenhang mit dem NSU zurück. Er beklagte die Preisgabe geheimer Informationen an die Medien und kritisierte, die Untersuchungsarbeit werde „von einem Skandalisierungswettstreit überlagert“. Ausdrücklich wehre er sich dagegen, dass „beißende Kritik, Hohn und Spott über einen ganzen Berufszweig von Polizisten und Verfassungsschützern niedergeht“. Mehrmals lehnte er Zwischenfragen von Abgeordneten ab. Der Ausschussvorsitzende Sebastian Edathy ermahnte Fritsche, sich „konzentriert“ nur zum Thema des Ausschusses zu äußern, und unterbrach dann die Sitzung für 20 Minuten.
Neben einigen V-Personen, die sich vor und nach Untertauchen in ihrem Umfeld aufhielten, stehen insbesondere bei einer Tat der Mordserie, dem Mord an dem 21-jährigen Kasseler Internetcafé-Betreiber Halit Yozgat, Verbindungen mit behördlichen Mitarbeitern und Mittelsmännern im Raum. Am 21. April 2006 wurde in Kassel der Mitarbeiter der hessischen Landesbehörde für Verfassungsschutz Andreas Temme wegen Verdachts der Beteiligung am Mord an Halit Yozgat festgenommen. Er war zur Zeit der Tat in dessen Internetcafé (wie sich erst nach 2011 durch Rekonstruktion herausstellte) und meldete sich trotz mehrfachen Fahndungsaufrufs nicht bei der Polizei. T. hatte auch Kontakte zum Vorsitzenden der Hells Angels Kassel und privat mehrere Schusswaffen, mit denen er Combatschießen übte. Da eine Hausdurchsuchung keinen Verdacht erhärtete, wurden die Ermittlungen mangels Tatverdachts eingestellt. Der Fall des Verfassungsschützers beschäftigte die Parlamentarische Kontrollkommission in Hessen. Der Vorsitzende der FDP-Fraktion im Hessischen Landtag, Jörg-Uwe Hahn, nannte die Kommunikationspolitik des Innenministeriums „unerträglich“. Die Parlamentarier erfuhren erst aus den Medien, dass gegen einen Mitarbeiter des hessischen Verfassungsschutzes wegen Mordverdachts ermittelt worden war. Auch wurden erst im Nachhinein abgehörte Telefonate bekannt, in denen der damalige LfV-Geheimschutzbeauftragte zu Andreas Temme sagt: „Ich sage ja jedem: Wenn er weiß, dass irgendwo so was passiert, bitte nicht vorbeifahren.“
Zudem wurde bekannt, dass der Verfassungsschützer in seiner Jugend „eine stark rechte Gesinnung“ hatte. Bei einer Hausdurchsuchung im Jahre 2006 waren rechtsextreme Schriften und mehrere Waffen sichergestellt worden. Die Staatsanwaltschaft Kassel dementierte neuere Berichte, er sei an mehreren Tatorten der Mordserie gewesen. Sie erklärte, der Beamte wurde 2007 aus dem Verfassungsschutz abgezogen und in das Regierungspräsidium Kassel versetzt. Hier sei er in einem „internen Bereich ohne Außenwirkung“ beschäftigt. Neuere Erkenntnisse seit 2007 hätten sich demnach nicht ergeben.
Der V-Mann, mit dem Temme kurz vor und kurz nach der Tat telefoniert hatte, Benjamin G., war auf die rechtsextreme Szene angesetzt. Ob es dabei über seine amtlichen Aufträge hinaus um die Erforschung von Verbindungen seines Bruders in die Neonazi-Szene von Dortmund und Kassel ging, ist Spekulation. Benjamin G. erschien bei seiner Aussage im NSU-Prozess mit einem vom Landesamt für Verfassungsschutz bezahlten Anwalt und hatte zuvor Spesen für ein behördliches „Vorbereitungstreffen“ erhalten. Bereits im November 2011 war ihm von den Behörden ein Rechtsbeistand zur Seite gestellt worden.

### Systematische Ermittlungsfehler und Pannen
Bei den Ermittlungen kam es zu einer Reihe von Versäumnissen. Dabei zeigte sich punktuelles Versagen, aber auch systemische Probleme traten zutage. Der erste NSU-Ausschuss des Bundestages stellte 2013 abschließend fest, „dass die meisten Ermittler … nicht nur den Schwerpunkt auf die Ermittlungsrichtung Organisierte Kriminalität gelegt, sondern an diesem Schwerpunkt auch dann noch festgehalten haben, als Spur um Spur in diese Richtung ergebnislos blieb“. Weit verbreitet ist die Ansicht, dass institutioneller oder struktureller Rassismus innerhalb der Behörden eine Rolle spielte und deshalb ein möglicher rechtsextremer Hintergrund weitgehend ausgeblendet wurde. Einige Äußerungen bei Ermittlern lassen auf rassistische Denkmuster schließen. So wurde der Ermordete Süleyman Taşköprü bei einer Fallanalyse des Hamburger Landeskriminalamts 2005 als „Schmarotzer“ bezeichnet. Der Zeugenaussage seines Vaters, er habe kurz nach der Ermordung des Sohnes zwei große, schlanke, zwischen 25 und 30 Jahre alte Deutsche (keine Südländer) aus dem Geschäft kommen sehen, wurde nie nachgegangen. Eine operative Fallanalyse des LKA Baden-Württemberg vom 30. Januar 2007 mutmaßte zum Täter der Mordserie: „Vor dem Hintergrund, dass die Tötung von Menschen in unserem Kulturraum mit einem hohen Tabu belegt ist, ist abzuleiten, dass der Täter hinsichtlich seines Verhaltenssystems weit außerhalb des hiesigen Normen- und Wertesystems verortet ist“. In mehreren Fällen wurden Hinweisen von Zeugen, die helle Haut- und Haarfarben bei den Tätern beobachtet hatten, nicht nachgegangen oder diese Anhaltspunkte nicht weiter verfolgt. Nach der neunten Tat im Jahr 2006 erhielt eine islamische Gemeinde in Hamburg einen Brief, in dem es hieß: „Türken-Hasser sind wir alle. Ihr habt Euch hier eingeschlichen und bleibt Multikulti und Verbrecher. Es ist doch gut, dass einer mal ein paar Türken abknallt. Ich habe mich darüber gefreut.“ Die Gemeinde übergab den Brief der Polizei, die keinem rechtsextremistischen Motiv nachging.
Die Ermittlungsbehörden ließen es teilweise auch an der erforderlichen Sorgfalt vermissen. So beschlagnahmte die Polizei nach dem Mord an dem in Nürnberg erschossenen Imbissbudenbesitzer İsmail Yaşar 23.000 Euro in bar, das Inventar des Imbisses und Schmuck und übergab fälschlicherweise alles der Ex-Frau İsmail Yaşars. Yaşars Tochter erfuhr vom Vermögen des Vaters erst aus den Prozessakten. Innerhalb von zwei Wochen nach dem Mord an Yașar, am 21. Juni 2005, wies der Ermittlungsleiter zum Nagelbombenanschlag in Köln bei der Nürnberger BAO Bosporus auf die Ähnlichkeit des Phantombildes des Täters im Münchener Fall mit den Videoaufnahmen des Kölner Täters und die Tatbegehung durch Fahrräder hin und bat darum, der Münchener Zeugin, die den Täter erkannt zu haben glaubte, die Kölner Videosequenzen zu zeigen. Das geschah jedoch erst am 23. Mai 2006, woraufhin die Zeugin sagte: „Der war es!“ Dies wurde im Protokoll jedoch abgeschwächt und daraufhin nicht weiter verfolgt. Im bayerischen NSU-Untersuchungsausschuss sagte die Zeugin aus, sie habe in den Befragungen den Eindruck gehabt: „Es kann nicht sein, was nicht sein darf“. Eine vergleichende Fallanalyse wurde unter dem Hinweis abgelehnt, man könne nicht Äpfel und Birnen vergleichen.
Während des Untertauchens des Trios kam es zu Lokalisierungsversuchen von Zielfahndern des Thüringer Landeskriminalamts und mehreren Verfassungsschutzbehörden, nachdem alle drei wegen Sprengstoffdelikten und Uwe Böhnhardt wegen Vollstreckung eines Haftbefehls gesucht wurde. Dabei waren wesentliche Merkmale der Terrorzelle erkannt worden. Im Mai 2013 wurde Report Mainz ein Dokument des sächsischen Landesamtes für Verfassungsschutz vom 28. April 2000 zugespielt, das sich unter anderem an den damaligen Innenminister Klaus Hardraht (CDU) richtete. Darin heißt es, das Vorgehen des Trios ähnele „der Strategie terroristischer Gruppen, die durch Arbeitsteilung einen gemeinsamen Zweck verfolgen.“ Zweck der Verbindung sei es, „schwere Straftaten gegen die freiheitlich demokratische Grundordnung zu begehen“. Hierbei sei „eine deutliche Steigerung der Intensität bis hin zu schwersten Straftaten feststellbar.“ Deshalb wurde die Kommunikationsüberwachung des vermuteten Umfelds des Trios angeordnet. Die unter dem Namen „Terzett“ von Mai 2000 bis Oktober durchgeführten G 10-Maßnahmen brachten wenige Erkenntnisse, da die Kontrollen nur sporadisch erfolgten. Von den Überwachungsmaßnahmen wussten damals, vor der ersten Tat, die Landeskriminalämter und Verfassungsschutzämter in Sachsen und Thüringen und die Terrorabteilung des Bundesamtes für Verfassungsschutz.

## Gedenken an die Opfer

### Mahnwachen und Gedenkfeiern
Nach den Erschießungen von Mehmet Kubaşık am 4. April 2006 in Dortmund und Halit Yozgat am 6. April 2006 in Kassel organisierten türkische Kulturvereine zusammen mit den Angehörigen am 11. Juni 2006 einen Schweigemarsch in Dortmund. Es wurde der neun Opfer der Serie gedacht und die Behörden dazu aufgerufen, ein zehntes Opfer zu verhindern.
Am 13. November 2011 organisierte die Türkische Gemeinde in Deutschland (TGD) zum Gedenken an die Opfer rechter Gewalt eine Mahnwache vor dem Brandenburger Tor in Berlin und rief damit zur Solidarität gegen Rassismus auf. Neben einigen Politikern nahmen auch Kenan Kolat, TGD-Bundesvorsitzender, und Stephan J. Kramer, Generalsekretär des Zentralrats der Juden, teil. Die Teilnehmer trugen Schilder mit den Namen der Getöteten dieser Serie und erinnerten an vergangene rassistische Morde und rechtsextreme Anschläge. Am 16. November 2011 gedachten Vertreter der Hamburger Organisationen Unternehmer ohne Grenzen, Laut gegen Nazis und der Türkischen Gemeinde vor dem ehemaligen Gemüseladen der Familie Taşköprü, deren Sohn Süleyman das dritte Opfer der Serie war, in Hamburg-Bahrenfeld der Ermordeten. In einer anschließenden Pressekonferenz kritisierten sie die einseitigen Ermittlungen der Polizei – Süleyman Taşköprü waren Verbindungen zum Drogenmilieu unterstellt worden – und die Verstrickungen der Sicherheitsbehörden.
Im Bundestag wurde am 21. November 2011 durch die Abgeordneten eine Schweigeminute eingelegt und nach einer kontroversen Debatte eine einstimmige Erklärung gegen extremistische Gewalt abgegeben. Dabei entschuldigte sich Bundestagspräsident Norbert Lammert im Namen aller Abgeordneten bei den Angehörigen der Opfer. „Er schäme sich dafür, dass die Sicherheitsbehörden die über Jahre geplanten und ausgeführten Verbrechen weder aufdecken noch verhindern konnten.“
Am 2. Dezember 2011 organisierten prominente Musiker wie Udo Lindenberg, Peter Maffay, Julia Neigel, Silly und Clueso eine Protestaktion gegen die Tatserie und ihren Gesinnungshintergrund. Bei dem Benefizfestival mit dem Titel „Rock’n’ Roll-Arena Jena – Für die bunte Republik Deutschland“ beteiligten sich 50.000 Menschen. Die Aktion war innerhalb von zehn Tagen organisiert worden und fand ein bundesweites Medieninteresse. Sigmar Gabriel, Jürgen Trittin und weitere Politiker riefen zur Solidarität auf und gedachten der Opfer der Tötungsdelikte in einer Schweigeminute. Der Mitteldeutsche Rundfunk übertrug das Geschehen live.
Im Dezember 2011 sendete die ARD eine Dokumentation unter dem Titel Acht Türken, ein Grieche und eine Polizistin, mit der sie recherchierte Hintergründe und Lebenszusammenhänge der Opfer veröffentlichte. Darin thematisierten die Filmemacher unter anderem die Namensverwechslung von Mehmet Turgut, die der Polizei zwar bekannt, von ihr aber nicht korrigiert worden war, als Beispiel für den oberflächlichen Umgang mit den Betroffenen und ihren Angehörigen.
In einer zentralen Gedenkfeier im Konzerthaus Berlin am 23. Februar 2012 bat Bundeskanzlerin Angela Merkel die Angehörigen der Opfer um Verzeihung für die falschen Verdächtigungen. Sie nannte die Morde „eine Schande für unser Land“ und stellte in Bezug auf die Täter die Frage, „wer oder was […] solche extremistischen Täter“ präge. Der Vorsitzende der Türkischen Gemeinde in Deutschland, Kenan Kolat, kritisierte die Gedenkfeier. Was Politiker anlässlich der Brandanschläge von Mölln und Solingen in den 1990er Jahren gesagt hätten, würde auch heute gelten. Kolat vermisste eine klare Strategie der Bundesregierung gegen den gesellschaftlichen Rassismus.
Der Vater des Opfers Halit Yozgat, İsmail Yozgat, sprach im Namen der Angehörigen der Serie auf der zentralen Gedenkveranstaltung. Er bat dabei, die Holländische Straße, in der sein Sohn geboren und ermordet worden war, in Halit-Straße umzubenennen. Außerdem regte er an, dass im Namen der Opfer der Serie eine Stiftung für Krebskranke gegründet werden solle und alle angebotenen finanziellen Hilfen für die Hinterbliebenen in diese Stiftung fließen sollen.
Am 13. April 2013 demonstrierten kurz vor dem geplanten Prozessbeginn mehrere tausend Menschen gegen Rassismus und erinnerten gleichzeitig an die Todesopfer der Taten. Am Abend kam es zu einer Sachbeschädigung am Gebäude des Bayerischen Flüchtlingsrats, die mutmaßlich von Neonazis begangen wurde.

### Gedenkorte

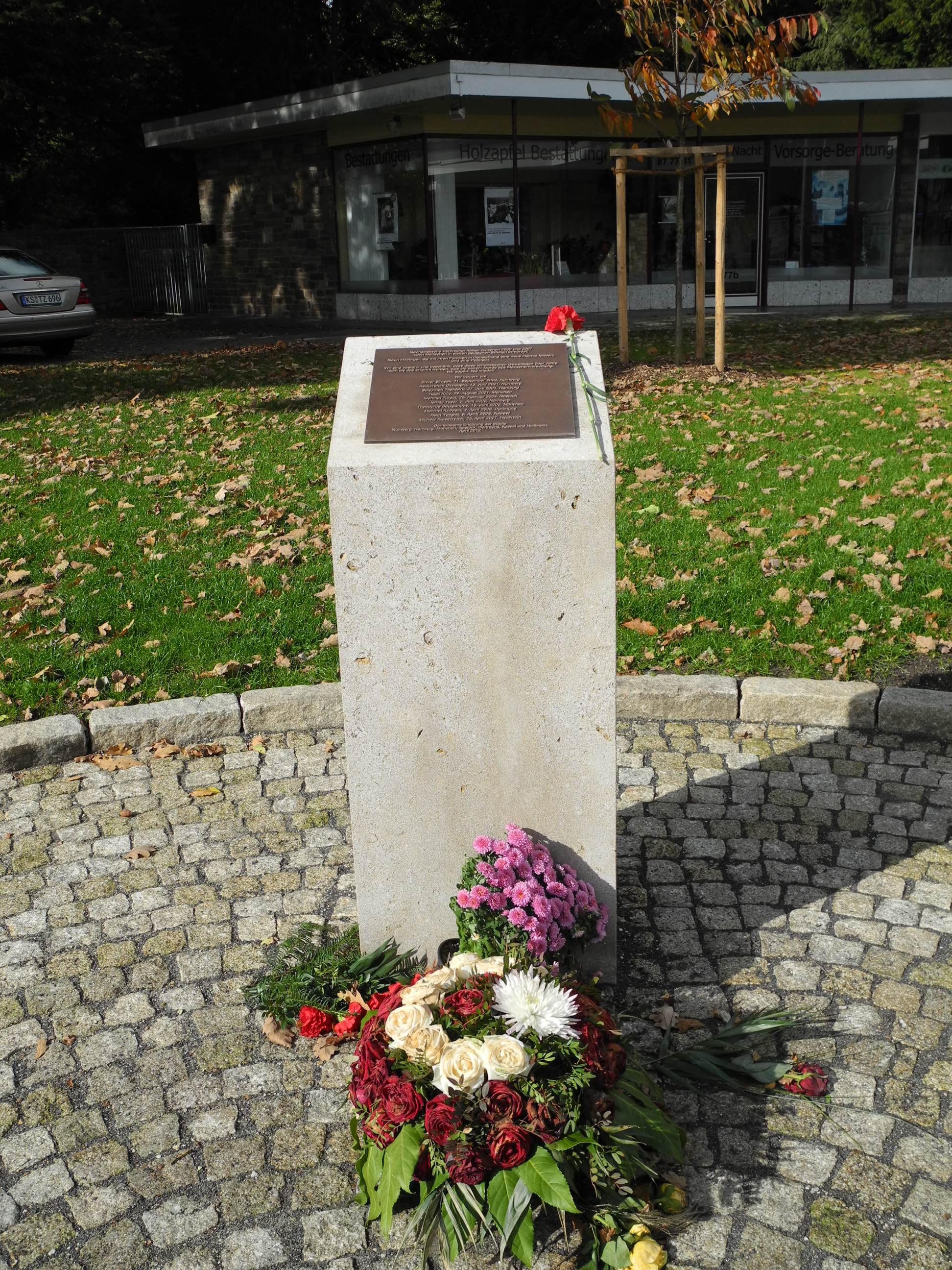
Gedenkstele in Kassel, Halitplatz

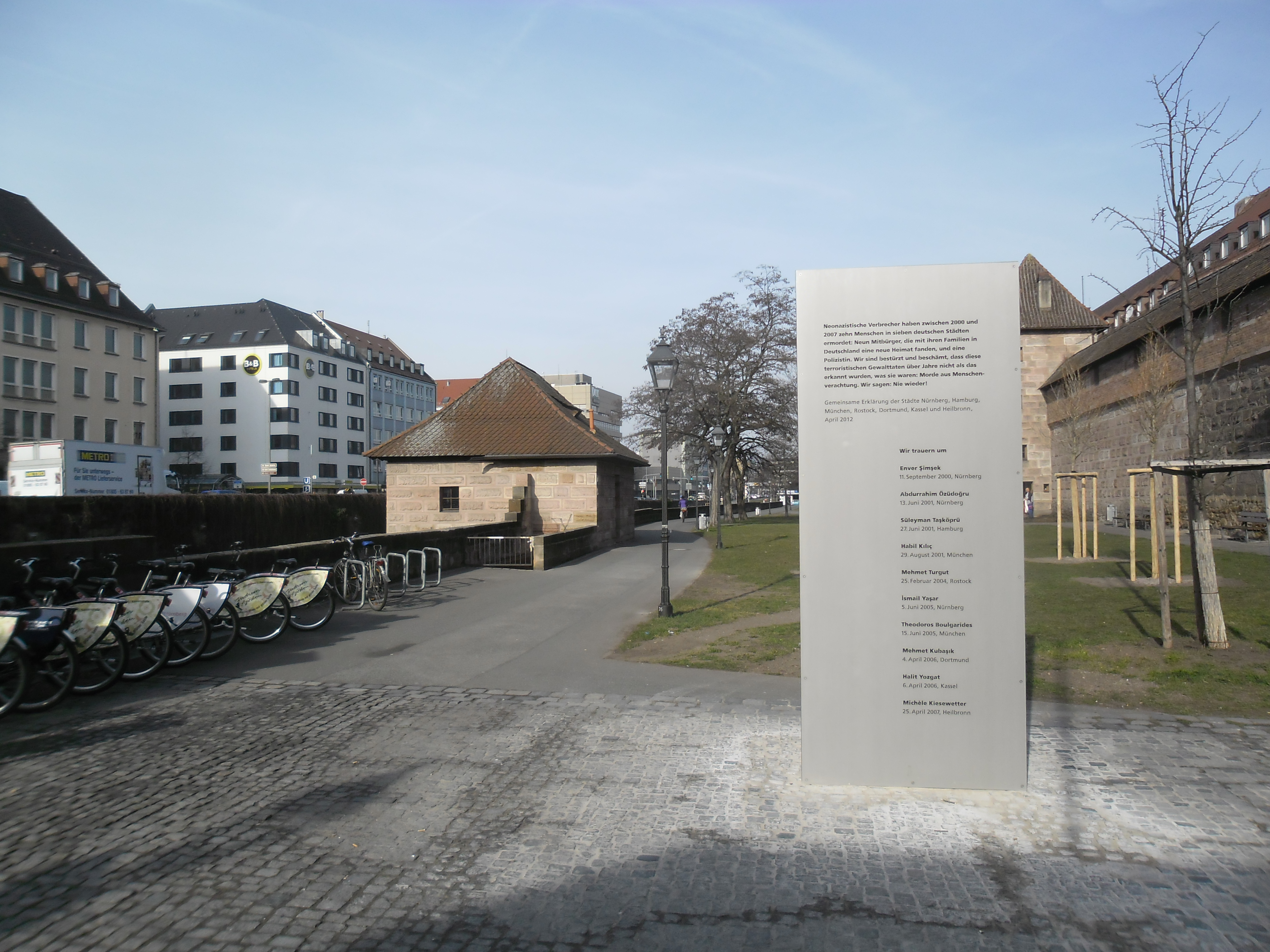
Gedenkstele in Nürnberg, Kartäusertor gegenüber dem Opernhaus

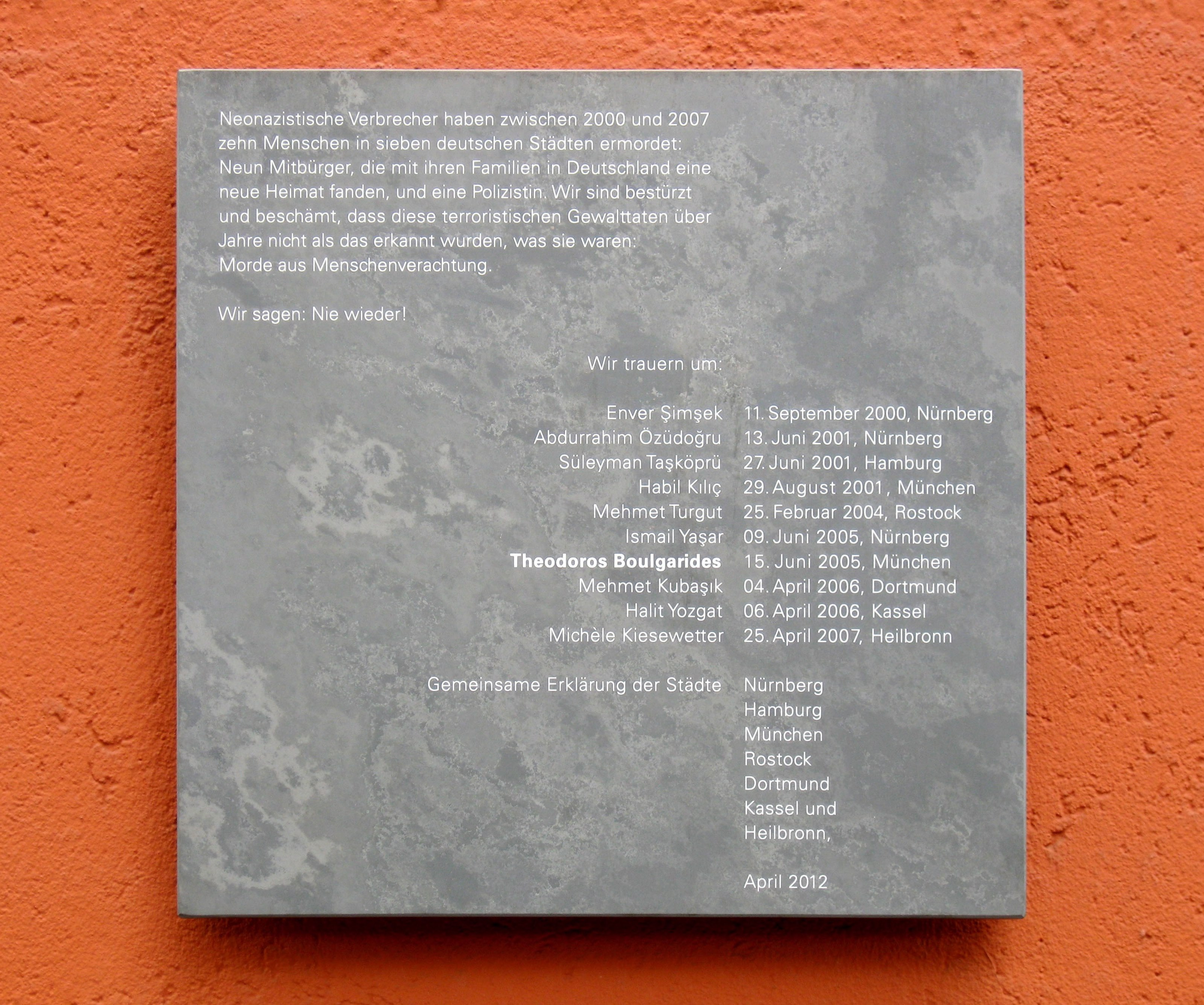
Gedenktafel für Theodoros Boulgarides in der Münchener Trappentreustrasse

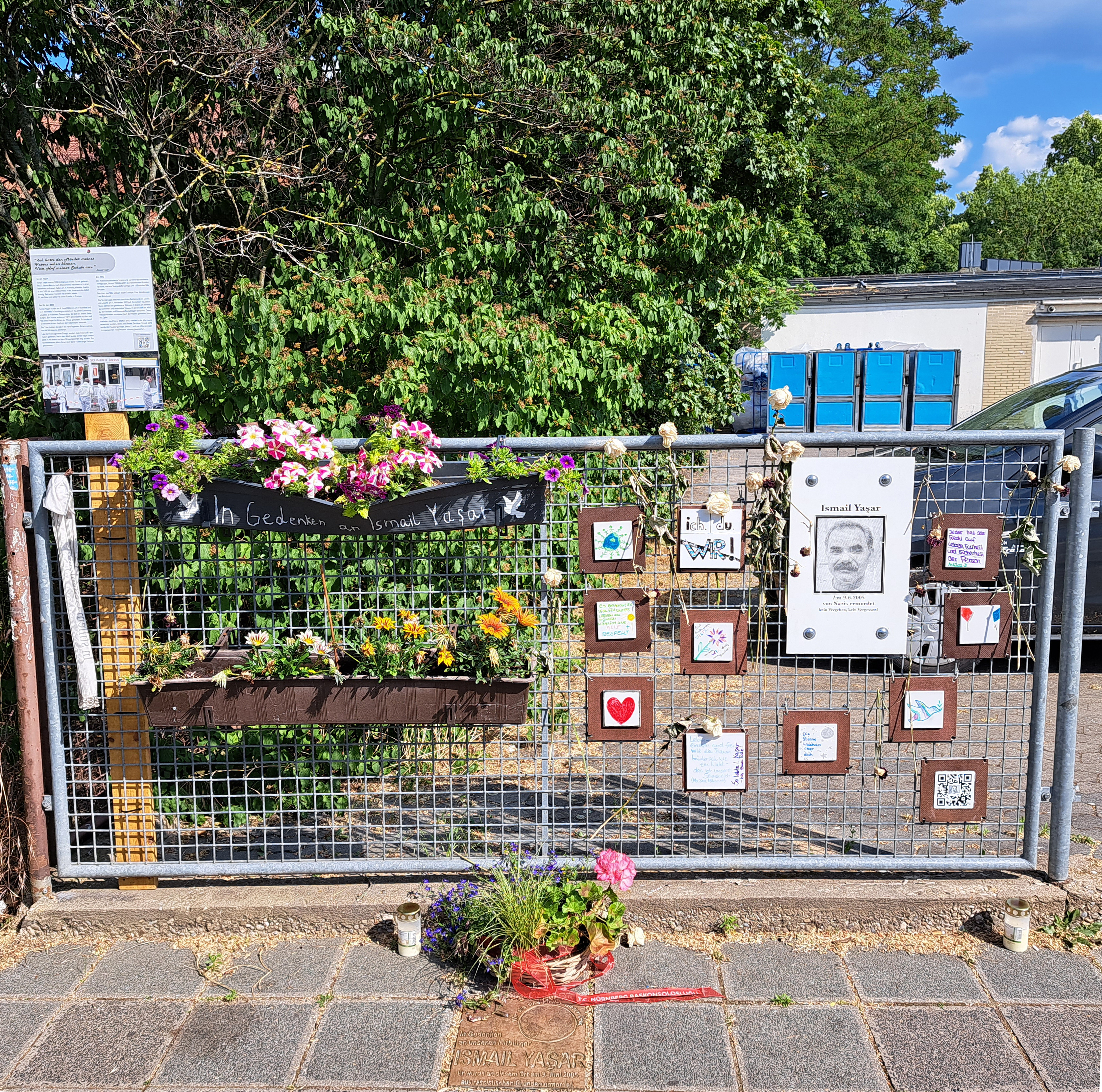
Gedenkstätte am Todesort von İsmail Yaşar, überwiegend gestaltet von Schülern der gegenüber liegenden Scharrer-Grundschule in Nürnberg

Die Oberbürgermeister von Kassel, Nürnberg, München, Rostock, Dortmund und Heilbronn sowie der Erste Bürgermeister von Hamburg verständigten sich darauf, dass in ihren Städten Gedenktafeln an die Opfer der Taten erinnern sollen. In einer gemeinsamen Erklärung vom 3. April 2012 wurde mitgeteilt, mit einer einheitlichen Botschaft und der namentlichen Nennung aller Opfer würden die Taten „in angemessener Weise als Serie und erschreckende Taten von ausländerfeindlichem Charakter gekennzeichnet.“
Umgesetzt wurde diese Verständigung mit der Aufstellung von verschiedenartigen Stelen, auf denen jeweils die Namen und Todesdaten der zehn Opfer aufgeführt sind, am 1. Oktober 2012 in Kassel auf dem neu eingeweihten Halitplatz, am 21. März 2013 in Nürnberg Kartäusertor und am 13. Juli 2013 in Dortmund in einer Grünanlage am Hauptbahnhof. Doch schon die gemeinsame Erklärung enthält für İsmail Yaşar ein falsches Todesdatum, und auch bei den Gedenktafeln kam es zur Eingravierung falscher Todesdaten.
Bereits am 24. September 2012 wurde in Dortmund durch Oberbürgermeister Ullrich Sierau ein Gedenkstein für den getöteten Mehmet Kubaşık in der Nähe des von ihm betriebenen Kiosk enthüllt. Sierau entschuldigte sich für die Ermittlungsfehler bei den Angehörigen Kubaşıks. Es seien falsche Anschuldigungen gegenüber der Familie gemacht worden. Die türkische Generalkonsulin Şule Özkaya äußerte sich bei der Gedenkveranstaltung besorgt zur Lage der türkischen Zuwanderer.
Am 1. Oktober 2012 wurde zum Gedenken an Halit Yozgat in Kassel der Halitplatz eingeweiht.
In Hamburg-Bahrenfeld in der Schützenstraße wurde im Dezember 2012 ein Gedenkstein gesetzt, im Mai 2013 benannte man eine Straße nördlich der Bahrenfelder Kühnehöfe nach Süleyman Taşköprü.
Im Juni 2013 beschloss die Rostocker Bürgerschaft neben einem Gedenkstein auch ein Kunstwerk in Erinnerung an Mehmet Turgut zu errichten.
Im November 2013 wurden an den Tatorten in den Münchener Stadtteilen Ramersdorf und Westend Gedenktafeln aufgestellt.
Im Mai 2019 wurde in Jena beschlossen, im Stadtteil Winzerla, wo sich die NSU-Täter zusammenfanden, einen neuen Platz zum Gedenken an Enver Şimşek zu benennen; die offizielle Namensgebung erfolgte im September 2020.
Im Oktober 2019 wurde in Zwickau ein Gedenkbaum für das erste Opfer der Serie, Enver Şimşek, gepflanzt. Dieser wurde zwei Tage später von Unbekannten abgesägt. Eine kurzfristig als Ersatz aufgestellte Bank wurde ebenfalls schwer beschädigt. Im November 2019 wurde mit Hilfe von 14.000 Euro Spenden ein Gedenkort mit zehn Bäumen und Gedenktafeln errichtet.
Bislang wurden in fünf der acht Städte mit Gedenktafeln vandalisierende Aktionen gegen diese durchgeführt. Das Bundeskriminalamt zählte von 2010 bis 2018 acht solcher Fälle, sieben von rechtsextremer und einen von linksextremer Seite. Die Delikte fallen unter die Straftatbestände Verunglimpfung des Andenkens Verstorbener und Verwenden von Kennzeichen verfassungswidriger Organisationen. Bei allen Fällen blieben die Verantwortlichen bislang unbekannt.
In Nürnberg wurde am 13. September 2021 kurz nach dem 21. Jahrestag der Ermordung des ersten NSU-Opfers Enver Şimşek der entsprechende Tatort nach diesem in Enver-Şimşek-Platz umbenannt.
Ebenfalls in Nürnberg wurde am 13. Juni 2023, dem 22. Jahrestag, in Gedenken an die Ermordung von Abdurrahim Özüdoğru eine Grünanlage in der Nähe des Tatorts nach dem Opfer umbenannt.

### Dokumentationszentrum "Offener Prozess"
Am 25. Mai 2025 wurde in Chemnitz das bundesweit erste Dokumentationszentrum zum NSU-Komplex eröffnet. Es wurde von den Trägern ASA-FF e.V., RAA Sachsen e.V., und der Initiative Offene Gesellschaft e.V. aufgebaut und versteht sich als Erinnerungs-, Bildungs- und Lernort mit Schwerpunkt auf die Perspektiven der Betroffenen. Es trägt den Namen: Offener Prozess – Ein Dokumentationszentrum zum NSU-Komplex. Zentrales Element ist die multimediale Ausstellung Offener Prozess, die zuvor als Wanderausstellung in mehreren Städten gezeigt wurde. Das Zentrum dokumentiert nicht nur die Taten und das Netzwerk des NSU, sondern beleuchtet auch institutionellen Rassismus und zivilgesellschaftlichen Widerstand. Es ist Teil des Programms der Kulturhauptstadt Chemnitz 2025 und wird von Bund und Land gefördert. Ziel ist die dauerhafte Einrichtung eines unabhängigen Ortes der Aufarbeitung.